# Маликов, Руслан Олегович
Руслан Олегович Маликов (8 декабря 1972, Ленинград, СССР, РСФСР) — российский режиссёр.

## Биография
Окончил Тульский механический техникум им. С. И. Мосина. В 1998 году окончил Московский государственный университет культуры по специальности «Режиссура театра». После окончания университета студенческий курс превратился в театр-студию «Студенческий театр ДСВ» на базе культурного центра МГУ.

## Режиссёрские работы

### Театр
- 2009 — «Парикмахерша» (С. Медведев). Театр «Практика», [Москва].[1][2]
- «Собиратель пуль» (Ю. Клавдиев). Театр «Практика», Москва.
- «Небожители» (И. Симонов). Театр «Практика», Москва.
- «Большая жрачка» (авторы и режиссёры Р. Маликов, А. Вартанов). Театр.doc, Москва.
- «Война молдаван за картонную коробку» (А. Родионов). Режиссёры: М. Угаров, Р. Маликов, С. Пестриков, Т. Копылова. Театр.doc, Москва.
- 2011 — «89-93 (Сквоты)». Театр.doc, Москва.[3]
- 2011 — «Пустошь» (А. Яблонская). Прокопьевский драмтеатр, Прокопьевск.
- 2013 — «Кеды» (О. Стрижак). Театр «Практика», Москва.
- 2013 — «Жаба» (С. Медведев). Театр «18+», Ростов-на-Дону.[4]
- 2013 — «Нурофеновая эскадрилья» (А. Родионов). Политеатр, Москва.[5]
- 2013 — «Бросить легко» (Марина Крапивина). Государственный театр наций, Москва.
- 2014 — «Прикасаемые» (Марина Крапивина). Государственный театр наций, Москва.
- 2017 — «Каренин» (В. Сигарев). Воронежский камерный театр, Воронеж.
- 2017 — «Речь» (В. Дурненков на основе интервью). Арт-лаборатория международного фестиваля-школы современного искусства «Территория», Воронеж.
- 2019 — «Чехов.FM», спектакль-лаборатория. (А. Чехов). Мастерская Руслана Маликова, в сотрудничестве с Домом-музеем М. Щепкина, Москва.
- 2019 — «Мелиемелинам», спектакль-лаборатория. (В. Емелин). Мастерская Руслана Маликова, в сотрудничестве с Театр.Doc, Москва.
- 2019 — «Цифровойтеатраналоговый». (Д. Чекрыгин, Р. Маликов, К. Адамович).  Мастерская Руслана Маликова, Москва.
- 2019 — «Последний герой» (И. Крепостной). МХАТ им. Горького, Москва.
- 2019 — «Парикмахерша» (С. Медведев). МХАТ им. Горького, Москва.

### Телевидение
- 2009 — «Доброволец» (сериал)
- 2010 — «Школа» (сериал)
- 2011 — «Откровения» (сериал)